# Koyukon

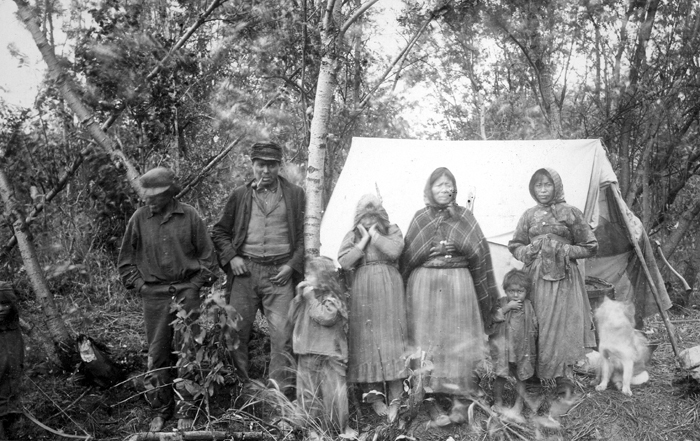
Un gruppo di Koyukon sulla riva sinistra del fiume Koyukuk nel 1898

I Koyukon sono una tribù di Nativi americani stanziati nel Nord Alaska. Vivono principalmente tra i fiumi Koyukuk e Yukon. Molti Koyukon vivono ancora come un tempo, mantenendo tradizioni e cultura.

## Lingua
I Koyukon parlano la lingua Ten'a, appartenente alla famiglia linguistica chiamata Na-Dene, molto diffusa in Alaska. Questa lingua è diffusa anche in California e Arizona.

## Storia
I primi ad incontrare i Koyukon furono i russi nel 1838 vicino al fiume Yukon. Al loro arrivo trovarono manufatti pregiati come vasi di ferro, perle di vetro, stoffa e tabacco che probabilmente avevano ricevuto dagli Inuit tramite una rete di commerci. I Koyukon vennero in seguito colpiti da un'epidemia di vaiolo che decimò la popolazione. Nel 1888 iniziò una grande corsa all'oro che portò un migliaio di uomini in cerca di fortuna sulle rive del fiume Yukon in cerca di oro. Non ne trovarono molto e gran parte venne abbandonato per l'inverno rigido.

## Economia
Per migliaia di anni i Koyukon vissero di caccia e pesca. Però, all'arrivo dei russi, i Koyukon avevano sviluppato un commercio molto efficace con gli Inuit come dimostrano i vari manufatti trovati, appunto, dai russi. Molte persone hanno conservato questo stile di vita che fa progredire l'economia della tribù.